# 類絲足鱂
類絲足鱂，為輻鰭魚綱鯉齒目鯉齒亞目花鳉科的其中一種，分布於非洲奈及利亞南部至喀麥隆Lokundje河流域，體長可達6公分，屬肉食性，生活習性不明，可作為觀賞魚。

## 擴展閱讀
維基物種上的相關：類絲足鱂